# Lopptjärnen (Fellingsbro socken, Västmanland, 661145-148383)
Lopptjärnen är en sjö i Lindesbergs kommun i Västmanland och ingår i Norrströms huvudavrinningsområde. Sjöns area är 0,01 kvadratkilometer och den befinner sig 87 meter över havet.